# Teleri
Teleri byli třetím zástupem elfů z Tolkienova fantasy světa. Teleri se na začátku Druhého hvězdného věku vydali na Velkou pouť na západ do Zemí Neumírajících. Sami sebe nazývali Lindar, čili Pěvci, jméno Teleri, což znamená Poslední, dostali od Vanyar a Noldor, prvních dvou vojů, protože byli nejpočetnější a postupovali pomalu a mnozí z nich zůstali ve Středozemi a na západ nikdy nedošli.

## Putování
Teleri byli na západ vedeni Elwëm a jeho bratrem Olwëm a při svém putování se mnohokrát rozdělili.
K prvnímu velkému rozdělení došlo na březích Anduiny u Mlžných hor, kdy se od Teleri oddělil zástup Nandor vedený Lenwëm, který se vydal na jih údolím Anduiny. 
Teleri poté překročili Mlžné hory a pokračovali do Beleriandu, kde došlo k největšímu rozdělení.
Když se utábořili ve velkém hvozdu za řekou Gelion, jejich vůdce Elwë se ztratil v lese Nan Elmothu. Velká část Teleri odmítla pokračovat do Zemí Neumírajících a začala si říkat Eglath, Opuštění. Když se později král Elwë vrátil, z Eglath se stali Sindar, Šedí elfové.
Zbytek Teleri pokračoval pod vedením Olwëho na západ na břeh Belegaeru, Velkého moře. Zde dlouho čekali na znamení Valar a převezení do Zemí Neumírajících. Mezitím je objevil Maia Ossë a naučil je mnoho o moři. Když za západu připlul Vala Ulmo, aby je na velkém ostrově přepravil do Amanu, část Teleri se rozhodla zůstat na pobřeží - nazývali se Falathrim, elfové z pobřeží, a jejich vůdcem byl Círdan.
Pouť Teleri se naposledy přerušila, těsně před cílem, když se nad nimi pro jejich lásku k pobřeží slitoval Ulmo a ostrov zakotvil na dohled od břehů Amanu. Ostrov byl pojmenován Tol Eressëa a Teleri ho obývali po celý jeden věk.
Ulmo je však po čase naučil stavět lodě a tak se Teleri konečně dostali do Zemí Neumírajících a spatřili světlo Dvou Stromů. Na březích Amanu pak založili Alqualondë, Labutí přístav.

## Války
Válek se Teleri nezúčastnili, přesto do nich byli dvakrát zataženi:
Poprvé, když je Fëanor s vojskem Noldor požádal o vydání lodí, aby mohl do Středozemě pronásledovat Morgotha, Teleri mu je odmítli vydat, a Fëanor si je vzal násilím - tak došlo k prvnímu Zabíjení rodných.
Podruhé, když se vojska Valinoru potřebovala přepravit do Středozemě a zastavit počínání Morgotha, Teleri jim lodě poskytli, ale v následné válce hněvu odmítli bojovat.